# Gian Guido Folloni
Gian Guido Folloni (ur. 5 sierpnia 1946 w Scandiano) – włoski polityk, dziennikarz i działacz partyjny, parlamentarzysta, w latach 1998–1999 minister.

## Życiorys
Z zawodu dziennikarz, pracował w różnych magazynach katolickich. Od połowy lat 70. związany z dziennikiem „Avvenire”, w którym później kierował jednym z działów. Zaangażował się w działalność polityczną w ramach Chrześcijańskiej Demokracji, w 1978 dołączył do rady krajowej tego ugrupowania. W latach 80. pełnił funkcję redaktora naczelnego w „Il Sabato” i następnie w „Avvenire”. Po 1990 pracował jako nauczyciel akademicki, a także jako autor programów informacyjnych w Rai 1.
Po rozpadzie chadecji działał we Włoskiej Partii Ludowej. Z jej ramienia w 1994 został wybrany w skład Senatu XII kadencji. W 1996 z powodzeniem ubiegał się o reelekcję z listy CDU, sprawując mandat senatora do 2001. Od października 1998 do grudnia 1999 z rekomendacji UDR pełnił funkcję ministra ds. kontaktów z parlamentem w pierwszym rządzie Massima D’Alemy.
Nie kandydował w wyborach w 2001, po czym dołączył do partii Margherita, podejmując zatrudnienie w jej strukturach. W 2014 został członkiem Centrum Demokratycznego.